# La Martyre
La Martyre (bretonisch Ar Merzher-Salaun) ist eine französische Gemeinde mit 756 Einwohnern (Stand: 1. Januar 2022) im Département Finistère im Westen der Bretagne. Sie gehört zum Arrondissement Brest und ist Mitglied im Gemeindeverband Communauté d’agglomération du pays de Landerneau-Daoulas. Die Bewohner werden Martyriens und Martyriennes genannt.

## Geografie

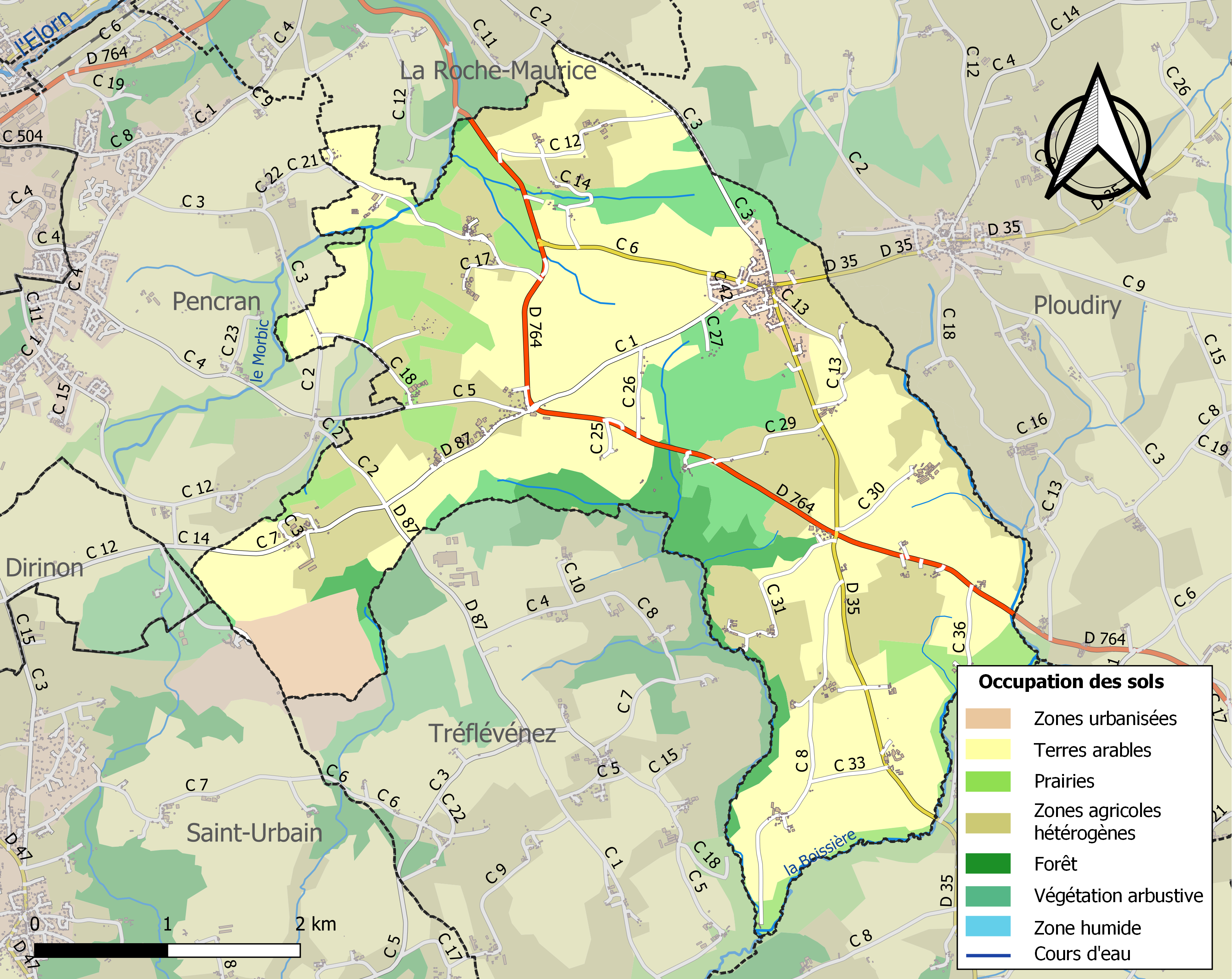
Bodennutzung, Hydrografie und Infrastruktur der Gemeinde (2018)

La Martyre befindet sich in der historischen Provinz Pays de Léon an der Grenze zur historischen Landschaft der Cornouaille, etwa 25 Kilometer ostnordöstlich von Brest. Das Zentrum liegt im Nordosten des Gemeindegebiets an seiner höchsten Stelle (191 m). Der Rest bildet eine nach Nordwesten geneigte Ebene, wo die Höhe im Tal des Ruisseau du Morbic, einem kleinen Nebenfluss des Élorn, auf 62 m abfällt.
Das Gebiet von La Martyre ist Teil des Natura 2000-Schutzgebiets „Rivière Elorn“ (FR5300024) und von drei ZNIEFF-Naturzonen. Mehr als 80 % der Fläche der Gemeinde werden landwirtschaftlich genutzt (Grünland oder Kulturboden), etwa 5 % sind bewaldet, vor allem am Rand kleinerer Bäche im Süden.
Umgeben wird La Martyre von den sechs Nachbargemeinden:
| La Roche-Maurice |                                             | Ploudiry  |
| Pencran          | Kompassrose, die auf Nachbargemeinden zeigt |           |
| Saint-Urbain     | Tréflévénez                                 | Le Tréhou |

## Geschichte
Der Name des Ortes soll auf ein Ereignis zurückgehen, das sich am 25. Juni 874 zugetragen haben soll: Der Bretonenfürst Salomon soll in der Kirche des Ortes auf der Flucht vor seinem Schwiegersohn Zuflucht gesucht haben und dort ermordet worden sein. Er wird als Märtyrer verehrt, was dem Ort den Namen gegeben haben soll. Die Kirche hat ihn als Patron – Saint-Salomon.

## Bevölkerungsentwicklung
| La Martyre: Einwohnerzahlen von 1800 bis 2020                                                                              | La Martyre: Einwohnerzahlen von 1800 bis 2020 | La Martyre: Einwohnerzahlen von 1800 bis 2020 | La Martyre: Einwohnerzahlen von 1800 bis 2020 | La Martyre: Einwohnerzahlen von 1800 bis 2020 |
| --- | --------------------------------------------- | --------------------------------------------- | --------------------------------------------- | --------------------------------------------- |
| Jahr |                                               |                                               |                                               | Einwohner                                     |
| 1800 | 1800                                          |                                               | 924                                           | 924                                           |
| 1806 | 1806                                          |                                               | 1.007                                         | 1.007                                         |
| 1821 | 1821                                          |                                               | 909                                           | 909                                           |
| 1831 | 1831                                          |                                               | 997                                           | 997                                           |
| 1836 | 1836                                          |                                               | 1.099                                         | 1.099                                         |
| 1841 | 1841                                          |                                               | 1.062                                         | 1.062                                         |
| 1846 | 1846                                          |                                               | 1.070                                         | 1.070                                         |
| 1851 | 1851                                          |                                               | 1.043                                         | 1.043                                         |
| 1856 | 1856                                          |                                               | 1.064                                         | 1.064                                         |
| 1861 | 1861                                          |                                               | 1.020                                         | 1.020                                         |
| 1866 | 1866                                          |                                               | 996                                           | 996                                           |
| 1872 | 1872                                          |                                               | 930                                           | 930                                           |
| 1876 | 1876                                          |                                               | 961                                           | 961                                           |
| 1881 | 1881                                          |                                               | 988                                           | 988                                           |
| 1886 | 1886                                          |                                               | 960                                           | 960                                           |
| 1891 | 1891                                          |                                               | 937                                           | 937                                           |
| 1896 | 1896                                          |                                               | 952                                           | 952                                           |
| 1901 | 1901                                          |                                               | 868                                           | 868                                           |
| 1906 | 1906                                          |                                               | 832                                           | 832                                           |
| 1911 | 1911                                          |                                               | 763                                           | 763                                           |
| 1921 | 1921                                          |                                               | 791                                           | 791                                           |
| 1926 | 1926                                          |                                               | 756                                           | 756                                           |
| 1931 | 1931                                          |                                               | 729                                           | 729                                           |
| 1936 | 1936                                          |                                               | 712                                           | 712                                           |
| 1946 | 1946                                          |                                               | 670                                           | 670                                           |
| 1954 | 1954                                          |                                               | 593                                           | 593                                           |
| 1962 | 1962                                          |                                               | 518                                           | 518                                           |
| 1968 | 1968                                          |                                               | 509                                           | 509                                           |
| 1975 | 1975                                          |                                               | 527                                           | 527                                           |
| 1982 | 1982                                          |                                               | 575                                           | 575                                           |
| 1990 | 1990                                          |                                               | 580                                           | 580                                           |
| 1999 | 1999                                          |                                               | 596                                           | 596                                           |
| 2006 | 2006                                          |                                               | 730                                           | 730                                           |
| 2013 | 2013                                          |                                               | 766                                           | 766                                           |
| 2020 | 2020                                          |                                               | 757                                           | 757                                           |
| Quelle(n): EHESS/Cassini bis 1999, INSEE ab 2006 Anmerkung(en): Ab 1962 offizielle Zahlen ohne Einwohner mit Zweitwohnsitz |                                               |                                               |                                               |                                               |

## Sehenswürdigkeiten
Die Pfarrkirche Saint-Salomon aus dem 16. und 17. Jahrhundert und der sie umfriedenden Pfarrbezirk sind seit 1916 als Monument historique klassifiziert. Die Einfriedung öffnet sich mit einem Triumphtor der Flamboyantgotik aus dem 16. Jahrhundert, das von einem Wehrgang gekrönt ist und über einen Durchgang zum Wachhaus aus dem 14. Jahrhundert führt. Ein weiteres Wachhaus, ebenfalls aus dem 14. Jahrhundert, befindet sich westlich der Einfriedung. Fassaden des Hauses östlich des Eingangs zum Friedhof sind seit 1925 als Monument historique eingeschrieben, Fassaden und Dächer des Hauses westlich des Eingangs sind seit 1987 eingeschrieben.
Der Calvaire steht hier nicht abseits als eigene Gruppe, sondern ist über dem Portal, rund um die Balustrade arrangiert. Gut erhalten ist auch noch die hohe Schwelle des Nebeneinganges, der anders als das Hauptportal, immer offen stand. Die hohe Schwelle sollte verhindern, dass umherstreunende Schweine den Friedhof verwüsteten.
In der Kirche sind vier farbige Glasfenster aus dem 16. Jahrhundert erhalten (siehe: Passionsfenster, Tod Mariens, Wurzel-Jesse-Fenster). Die Kirche birgt zahlreiche weitere Ausstattungsgegenstände, die in der Base Palissy gelistet sind, darunter eine große Anzahl, die als Monument historique der beweglichen Objekte klassifiziert sind. An die Kirche angefügt ist ein Beinhaus aus dem Jahre 1619.
Weitere Sehenswürdigkeiten
- Der mittelalterliche Erdwall im Weiler Kerlavarec ist seit 1995 als Monument historique eingeschrieben.
- Das Schloss Poulbro'ch wurde wahrscheinlich im ausgehenden 19. Jahrhundert an der Stelle eines früheren Herrenhauses errichtet.
- Weitere Calvaires und Kreuze

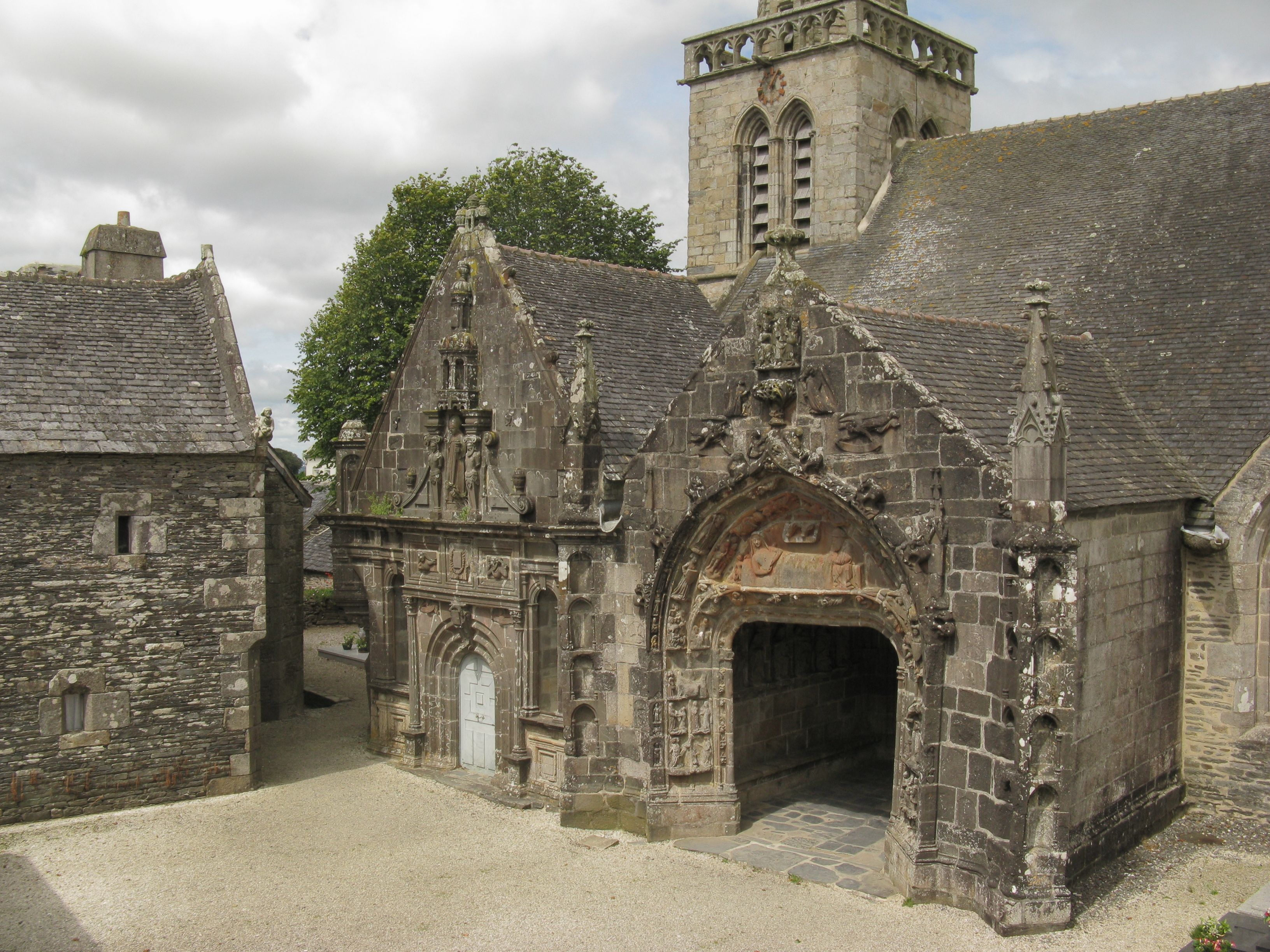
Südliche Vorhalle der Pfarrkirche Saint-Salomon
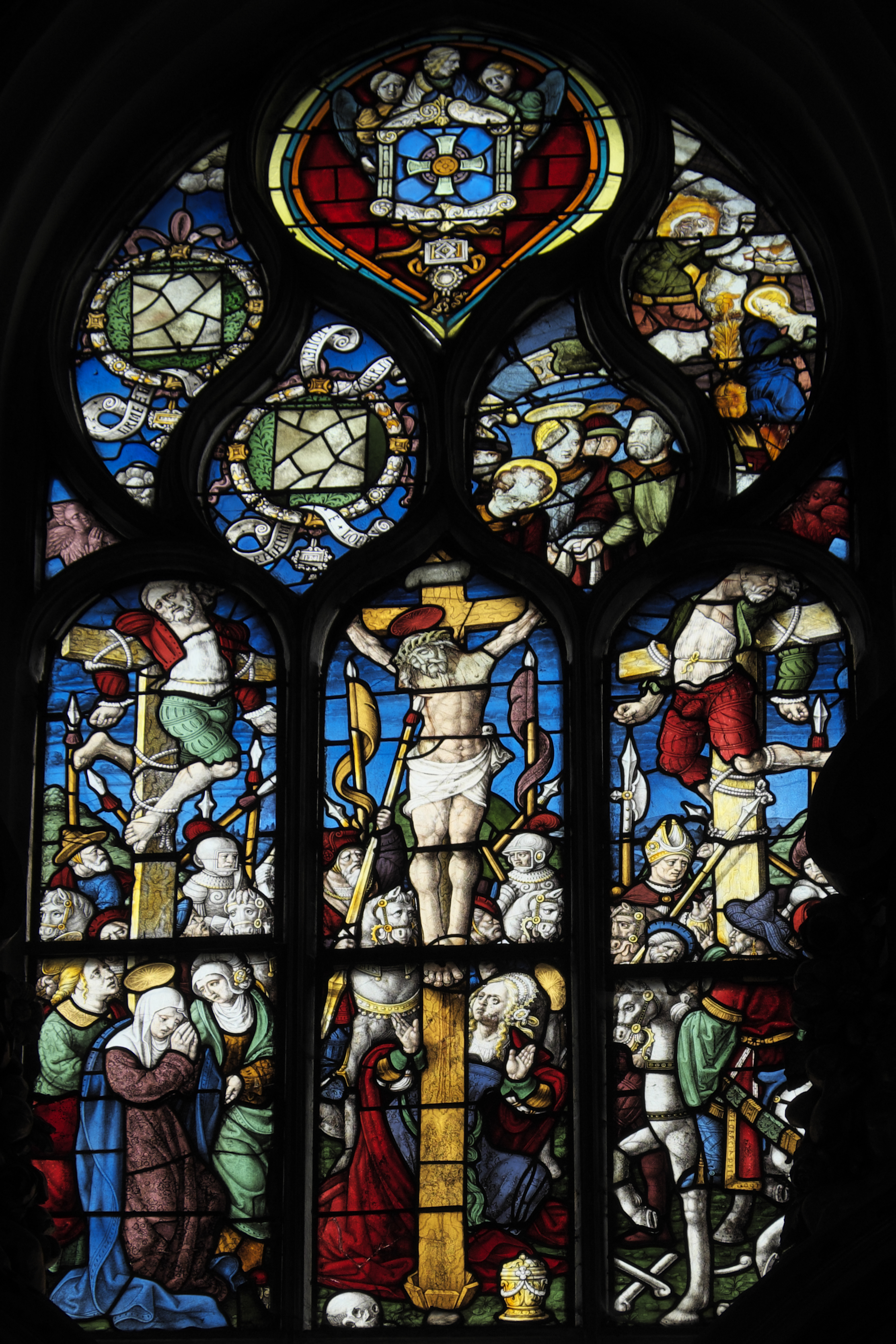
Eines der Glasfenster in der Pfarrkirche
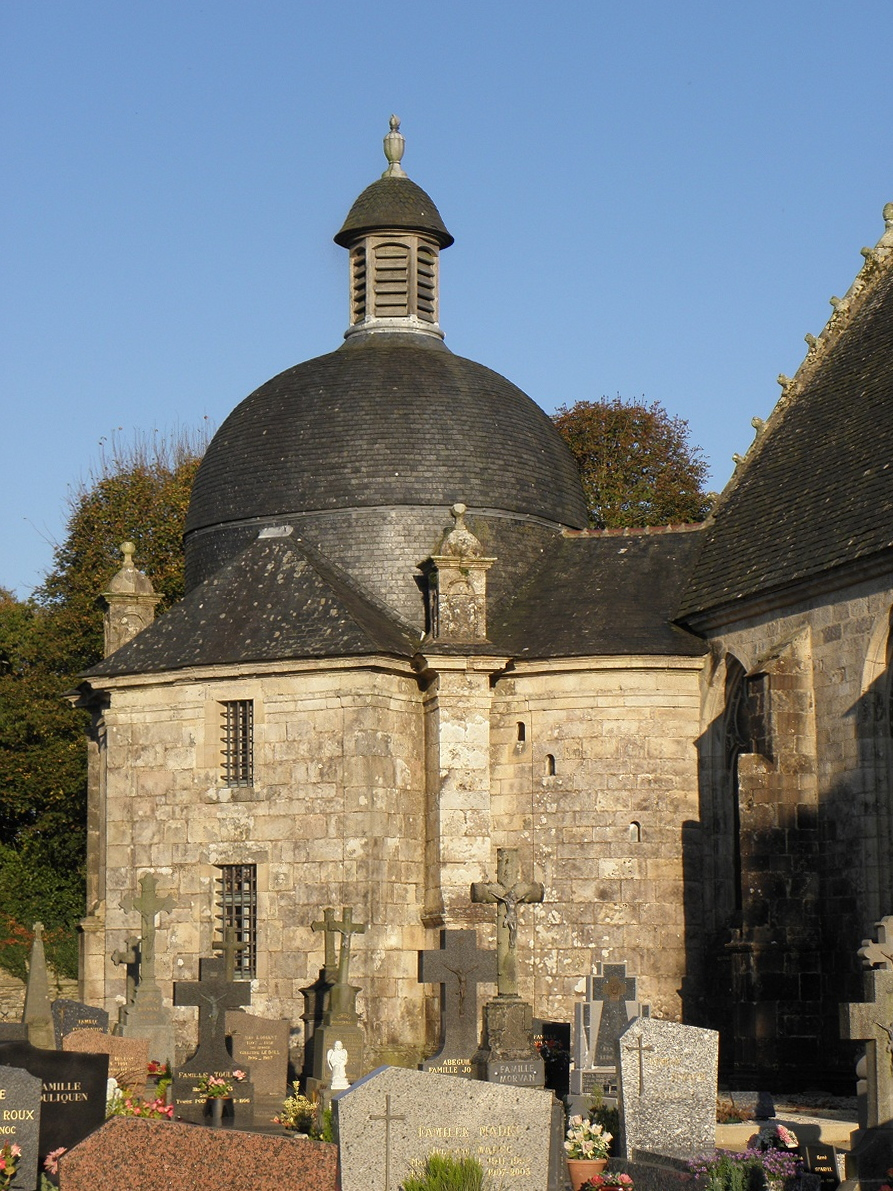
Sakristei der Pfarrkirche
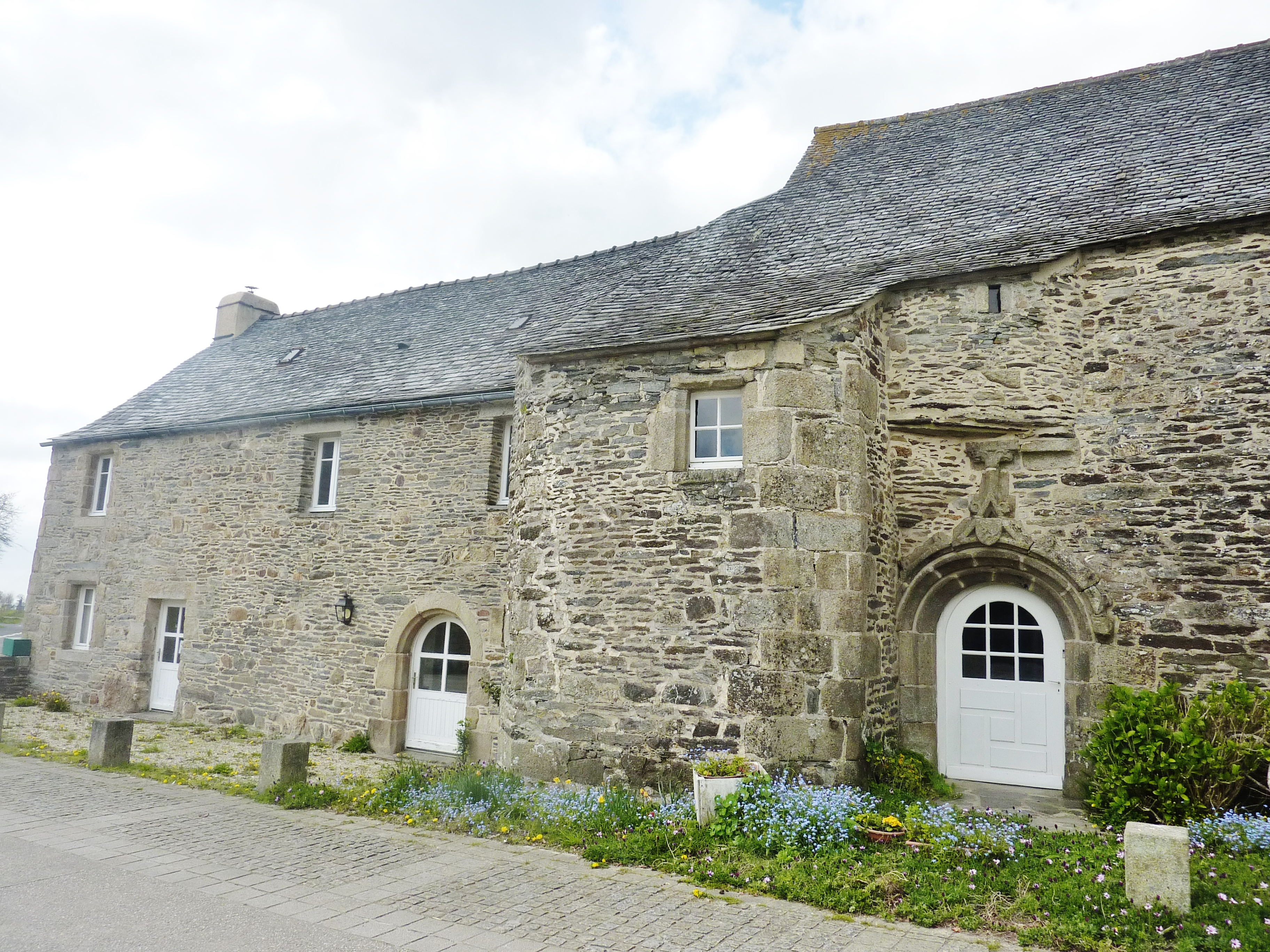
Alte Häuser, darunter eines der Wachhäuser
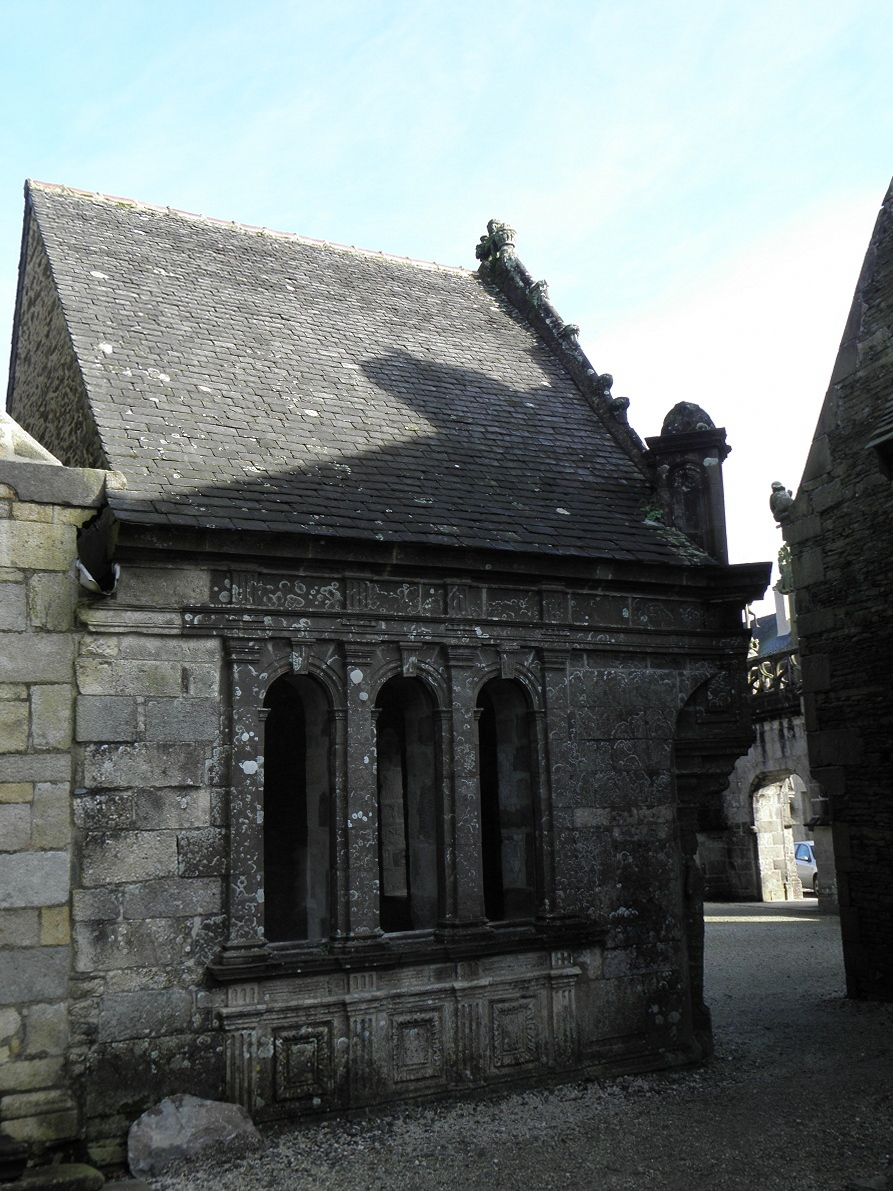
Westfassade des angefügten Beinhauses
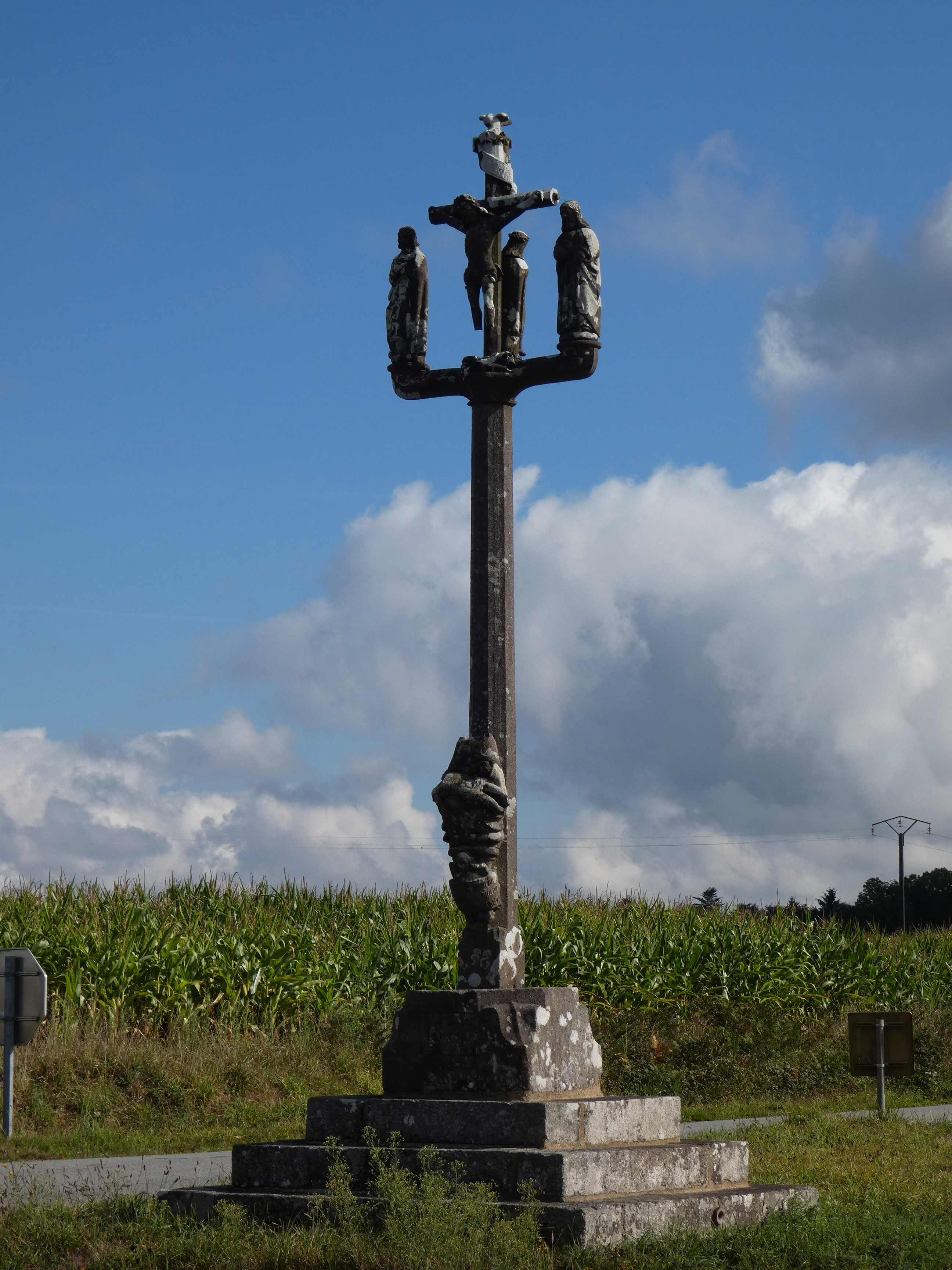
Calvaire in Kerlavarec
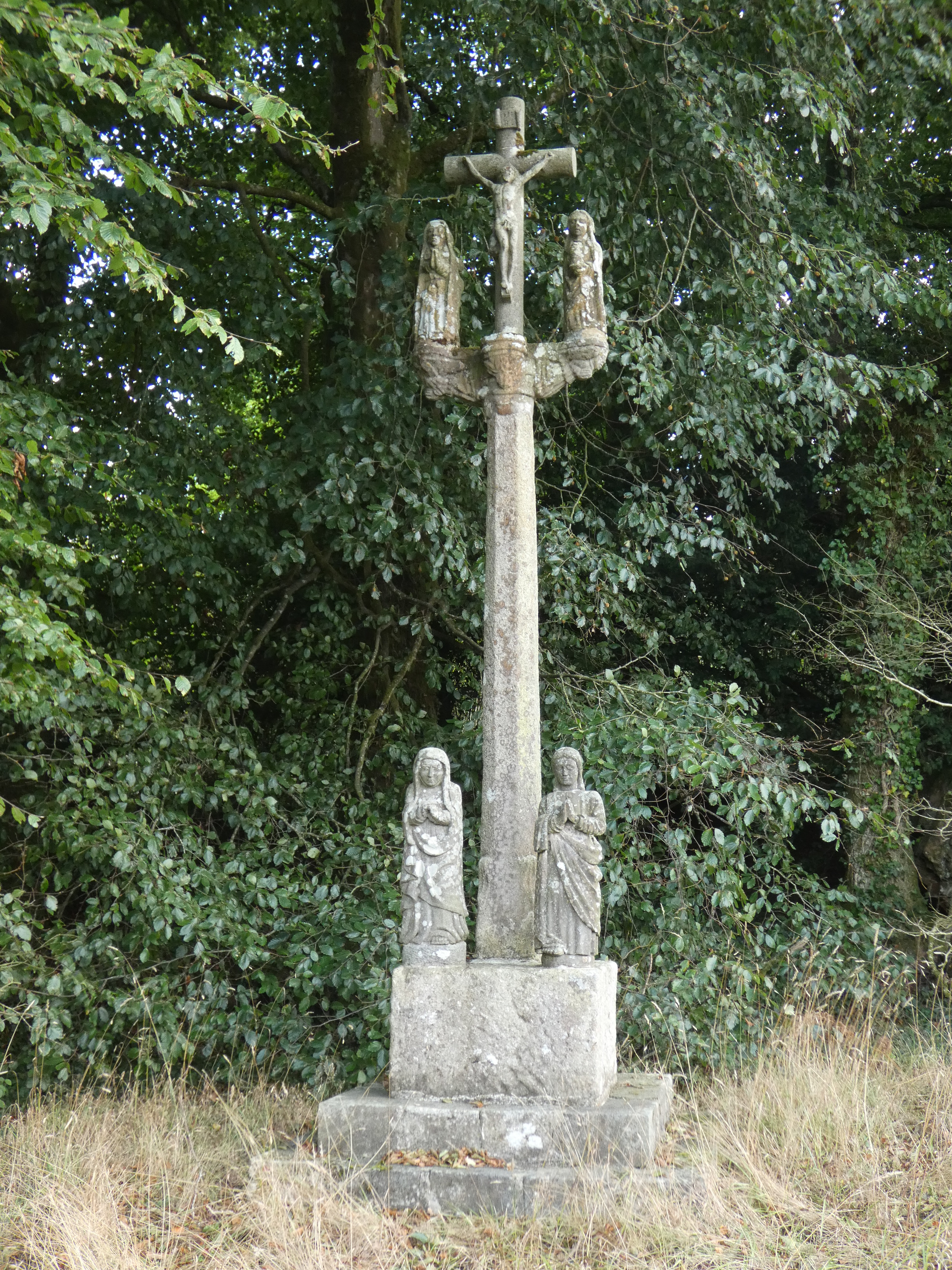
Calvaire in Poulbroc'h

## Verkehr
Die Departementsstraße 764, die ehemalige Route nationale 164, von Landerneau nach Carhaix-Plouguer durchquert das Gebiet der Gemeinde von Nordwest nach Südost und verbindet es mit Landerneau über La Roche-Maurice im Nordwesten und mit Sizun im Südosten.

## Nachweise
1. ↑  Biodiversité dans les territoires - La Martyre. Inventaire national du patrimoine naturel (INPN), abgerufen am 2. März 2024 (französisch).
2. ↑  Répartition des superficies en 15 postes d’occupation des sols (métropole). CORINE Land Cover, abgerufen am 2. März 2024 (französisch).
3. ↑  nominis: Saint-Salomon (französisch)
4. ↑  Notice Communale La Martyre. EHESS, abgerufen am 2. März 2024 (französisch).
5. ↑  Populations légales 2006 Commune de la Martyre (29144). INSEE, abgerufen am 2. März 2024 (französisch).
6. ↑  Populations légales 2013 Commune de la Martyre (29144). INSEE, abgerufen am 2. März 2024 (französisch).
7. ↑  Populations légales 2020 Commune de la Martyre (29144). INSEE, abgerufen am 2. März 2024 (französisch).